# العرش (السياني)

تعديل مصدري - تعديل

العرش هي إحدى قرى عزلة النقيلين بمديرية السياني التابعة لمحافظة إب، بلغ تعداد سكانها 457 نسمة حسب تعداد اليمن لعام 2004.